# Zeremonialtrommel

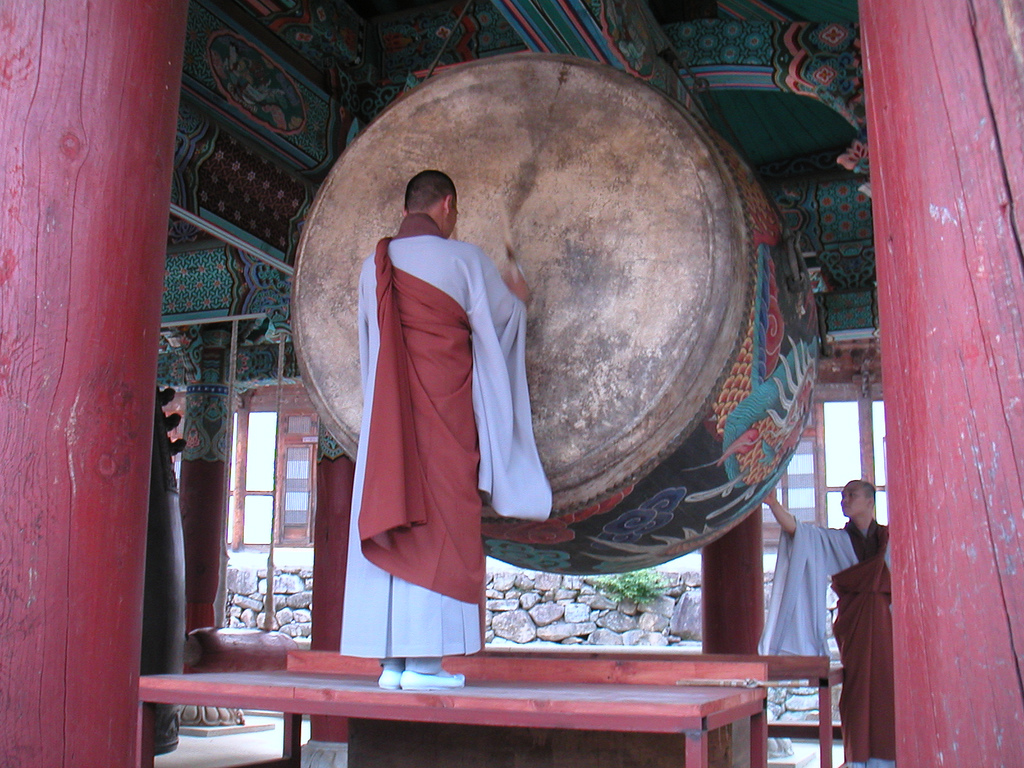
Buddhistische Mönche im Tempel Haeinsa in Südkorea schlagen die Trommel beopgo.

Zeremonialtrommel ist eine funktionelle Bezeichnung für Membranophone und idiophone Schlitztrommeln, die auf tradierte Weise bei kultischen, religiösen oder zeremoniellen gesellschaftlichen Anlässen geschlagen werden. Manche Zeremonialtrommeln wurden speziell für ihren Verwendungszweck hergestellt und sind entsprechend aufwendig gestaltet. Hierzu zählen Trommeln, die als sakrale Gegenstände gelten und nur von einem bestimmten Personenkreis eingesetzt werden dürfen. Die Trommeln können solistisch oder in einem kleinen Ensemble zur Gesangsbegleitung bei kultischen Ritualen geschlagen werden oder zu einem größeren Orchester gehören, das bei höfischen Zeremonien aufspielt. Zeremonialtrommeln können aufrecht auf dem Boden stehende Röhrentrommeln, große Kesseltrommeln, in der Hand gehaltene Rahmentrommeln und hölzerne Schlitztrommeln sein. Die entwicklungsgeschichtlich älteste Zeremonialtrommel ist die Erdtrommel.

## Verbreitung
In Schwarzafrika werden bestimmte Trommeln nur bei Zeremonien von Geheimbünden oder bei Initiationen verwendet. Die Ewe im Süden von Ghana kennen ein zeremonielles Trommelorchester, das bei Begräbnissen oder zur Verehrung von Gottheiten der traditionellen Religion auftritt. Den Takt gibt die Doppelstielglocke gankogui vor. Zu fast jedem der in der Religion der Yoruba verehrten Orishas gehört ein eigenes Trommelorchester, das für den Kult der jeweiligen Gottheit von zentraler Bedeutung ist. Trommelmusik stellt auch das Medium dar, durch das die Ritualteilnehmer in der Ekstase in Kontakt mit den Gottheiten treten. Die bei religiösen Zeremonien der Yoruba gespielten Trommeln sind unten offene, einseitig mit Fell bespannte Röhrentrommeln, deren Holzkorpus im Fall der ìgbìn auf geschnitzten Füßen steht. Nach der Überlieferung waren diese Trommeln einst menschliche Wesen, bevor die Orishas sie auf die Erde brachten.
Zur Palastmusik afrikanischer traditioneller Herrscher, die bei Hofzeremonien ertönt, gehören Trommeln und Blasinstrumente, im Norden Nigerias etwa die Zylindertrommel gangan, die Langtrompete kakaki und die Kegeloboe algaita. In der zeremoniellen Hofmusik im nördlichen Afrika eingesetzte Kesseltrommeln gehen in Einzelfällen auf arabischen Einfluss und das in islamischen Militärkapellen und Palastorchestern gespielte Kesseltrommelpaar naqqara zurück. Dieser Einfluss gilt auch für die von der arabischen nafīr oder der karna abstammenden langen afrikanischen Metalltrompeten. Zeremonialtrommeln sind häufig ein unverzichtbarer Bestandteil der Insignien des Herrschers, ohne deren Besitz und rituellen Gebrauch er nicht in sein Amt eingeführt werden kann. Nach einer Beschreibung von 1930 über die Amtseinführung des Lokalherrschers (Titel Mai) von Fika, einem Häuptlingstum im nordnigerianischen Bundesstaat Yobe, geht am Todestag des Herrschers der übergeordnete Hausa-Führer (Madaiki) in den Palast, nimmt die kleine Trommel („Amtsnachfolgetrommel“) an sich und trägt sie unter seinem Umhang verborgen in sein Haus. Am Abend nach der Beerdigung bringt der Madaiki die kleine Trommel und eine große Zeremonialtrommel in den Palast, bestellt den Nachfolger und installiert diesen unverzüglich in sein Amt. Wenn der Mai dreimal und der Madaiki einmal die aus Metall bestehende Kesseltrommel schlägt, ist die Amtseinführungszeremonie beendet und der Mai rechtmäßiger Nachfolger des Verstorbenen.
Zu den bedeutendsten Zeremonialtrommeln des Königs von Buganda im heutigen Uganda gehörte vom 18. Jahrhundert bis zur Auflösung der Königtümer 1966 das Trommelspiel entenga, das aus einer Reihe von 15 gestimmten Kesseltrommeln besteht, mit denen sechs Musiker Melodie und Rhythmus spielten.

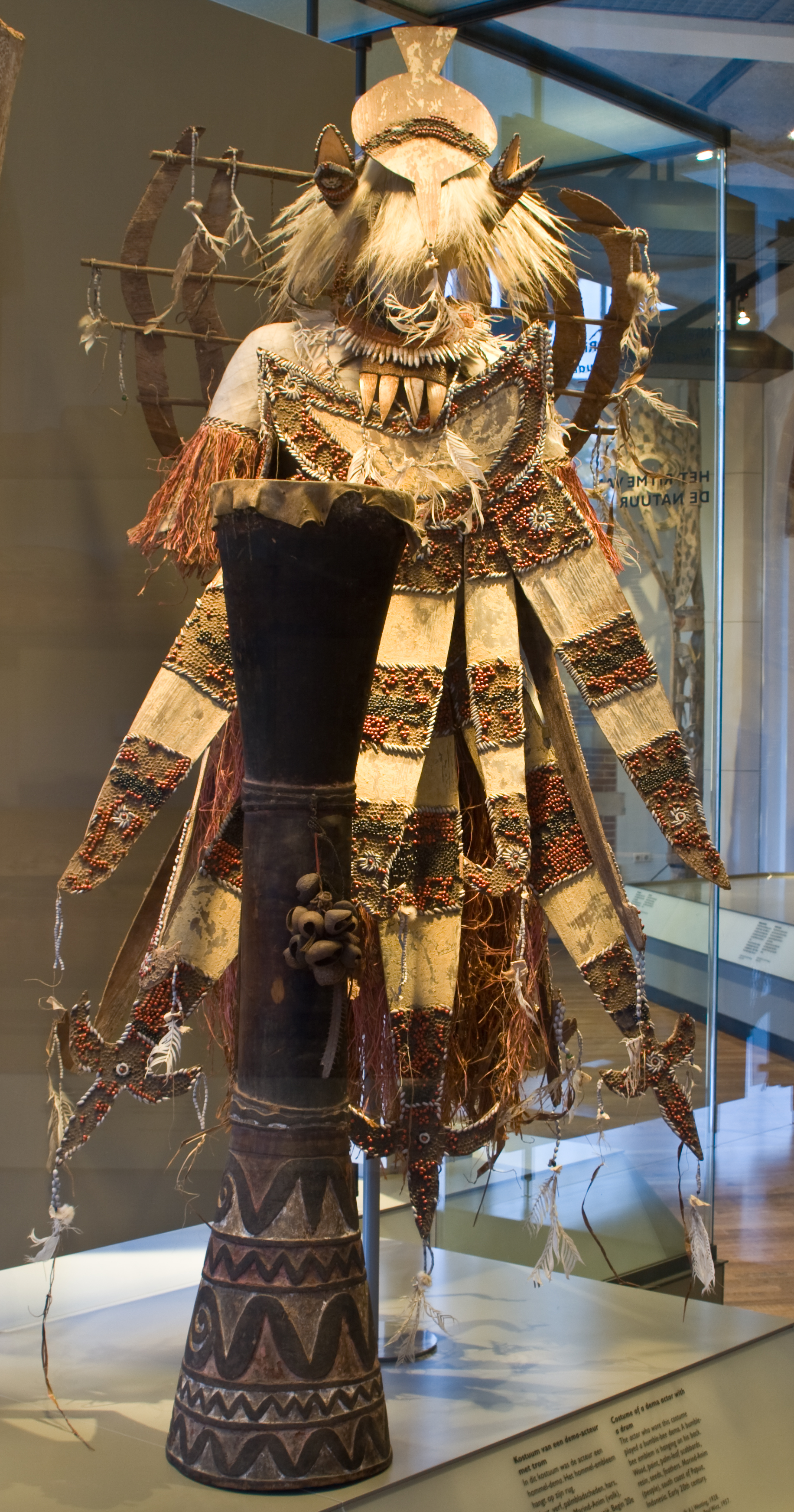
Im Dema-Ahnenkult der Marind-anim verwendete Zeremonialtrommel. Dahinter ein Kostüm des Kultdarstellers. Tropenmuseum, Amsterdam

Die älteste literarisch bekannte Zeremonialtrommel in Indien ist die in der Sanskrit-Dichtung ab dem Ende des 2. Jahrtausends v. Chr. erwähnte dundubhi, die für magisch-religiöse Rituale und im Krieg verwendet wurde. Sie besaß einen großen hölzernen Korpus, dessen Form nicht eindeutig geklärt ist.
Die naqqara gehörte vom Vorderen Orient bis nach Indien zur höfischen Zeremonialmusik naubat. Das Zeremonialorchester durfte nur auf Weisung des Herrschers tätig werden. Ein Zeichen ihrer besonderen Macht war, dass Nur Jahan (1577–1645), Gemahlin des indischen Großmogul Jahangir, selbst im Beisein ihres Gatten die Zeremonialtrommel spielen lassen durfte.
Die in nördlichen Regionen in Kulten verwendeten Schamanentrommeln sind mehrheitlich kreisrunde einfellige Rahmentrommeln. Manche nordamerikanische Indianer verwenden stattdessen Rasseltrommeln, Kesseltrommeln und gelegentlich Wassertrommeln für schamanistische und andere magische Praktiken.
Die Trommeln der nordamerikanischen Indianer sind typischerweise große, beidseitig bespannte Rahmentrommeln oder Zylindertrommeln. Sie galten früher generell als sakral und durften nicht von jedem gespielt werden. Die besonders verehrte „hängende“ Trommel, eine waagrecht mit vier seitlich befestigten Stäben aufgestellte Rahmentrommel, wurde bei den Shoshone von einem „Trommelwächter“ aufbewahrt. Heute werden beim Powwow, einer mehrtägigen gesellschaftlichen Zusammenkunft, außer den flachen Trommeln auch große Zylindertrommeln verwendet, die direkt auf den Boden gestellt und von mehreren, im Umkreis auf Stühlen sitzenden Männern zur Gesangsbegleitung geschlagen werden. Ein Beispiel für eine Zeremonie beim Fest Potlatch ist der Geisterbeschwörungstanz (Coast Salish Winter Dance) der Küsten-Salish an der nordwestamerikanischen Pazifikküste, bei dem üblicherweise männliche Teilnehmer mit Trommelspiel und Gesang nachts an einer Feuerstelle einzeln nacheinander auftretende geschminkte und kostümierte Tänzer begleiten.
Liegende Schlitztrommeln in Neuguinea kommen am Sepik und auf den Admiralitätsinseln in Menschengestalt vor, wobei der Handgriff am einen Ende den Kopf und der Handgriff gegenüber die Beine darstellt. In anderen Regionen sind anthropomorphe Schlitztrommeln wie Statuen stehend aufgestellt. Bei der Initiation am Sepik müssen die Jungen in ein röhrenförmiges Korbgeflecht kriechen, das ein Krokodil verkörpern soll, welches die Jungen in einer symbolischen dramatischen Aktion verschlingt. In dieser konischen Röhre werden sie um die Zeremonialtrommeln herumgetragen.

## Einige Beispiele
Röhrentrommeln
- Die bekiviro ist eine annähernd mannshohe, aus einem Baumstamm gefertigte Bechertrommel, die auf wenigen kleinen Inseln vor der Nordwestküste Madagaskars in einem Besessenheitskult zur Verehrung der königlichen Ahnen gebraucht wird.
- Beopgo ist eine sehr große Fasstrommel, die buddhistische Mönche in Korea bei religiösen Zeremonien mit Schlägeln im Freien schlagen. Die Trommeln sind in einem eigenen Pavillon auf dem Tempelgelände aufgestellt.[8] Der mit Rindshaut bespannte Korpus ist mit Drachen, die auf Wolken fliegen, bunt bemalt.[9] Große Fasstrommeln gehören allgemein in buddhistischen Tempeln in Ostasien zu den Zeremonien im Tagesablauf und bei besonderen Festtagen. In Japan heißen diese Trommeln taiko.
- Die damaru ist eine kleine zweifellige Sanduhrtrommel, die für ihre Verwendung in der tibetischen Ritualmusik nach alter Tradition aus zwei Schädelknochen hergestellt wird. In Indien gehören hölzerne damaru zu hinduistischen Zeremonien.
- Ìgbìn ist eine einfache, aus einem Stammabschnitt gefertigte Zylindertrommel der Yoruba in Nigeria, deren Fell mit Holzpflöcken gespannt wird. Die im Orisha-Kult verwendete sakrale Trommel steht auf drei, am unteren Ende grob herausgearbeiteten Füßen. Die drei unterschiedlichen Größen der ìgbìn werden mit Stöcken geschlagen, die größte Form auch mit einer Hand und einem Stock.[10]
- Ingoma in Ruanda ist ein Satz von 7 bis 9 zweifelligen Trommeln, die früher ein höfisches Zeremonialensemble der Tutsi-Herrscher bildeten. In Burundi repräsentieren 20 bis 24 im Halbkreis aufgestellte einfellige Standtrommeln ingoma in der Musiktradition den Staat.
- Jingu ist die größte Zeremonialtrommel in China. Bei konfuzianischen und buddhistischen Ritualen in China verwendete Zeremonialtrommeln, zu denen auch die bis ins 2. Jahrtausend v. Chr. zurückgehende jiangu gehört, sind überwiegend zweifellige Fasstrommeln, die mit zwei Stöcken auf ein Fell geschlagen werden.
- Die zweifellige Fasstrommel kebero wird an Feiertagen in der Liturgie der äthiopisch-orthodoxen Kirche verwendet.
- Die einfellige Sanduhrtrommel kundu gehört auf Neuguinea zu Initiationsritualen und anderen magisch-religiösen Zeremonien. Dank ihrer kultischen Bedeutung, die sich auch auf umliegende Inseln Melanesiens erstreckt, wurde sie zum Nationalinstrument Papua-Neuguineas erklärt.
- Pechiche ist eine etwa 1,2 Meter lange, schlanke und einseitig mit Fell bespannte Zylindertrommel, deren Ursprung im südlichen Afrika liegt und die ausschließlich im Dorf San Basilio de Palenque in Kolumbien vorkommt. Dort wird sie in der Cabildo Lumbalú nach afrikanischer Tradition zur Begleitung von Begräbnisliedern geschlagen.[11]  Die Lumbalú-Gruppe ist die einzige aus der spanischen Kolonialzeit verbliebene Sozialorganisation (cabildo) Kolumbiens, die auch nur für diesen Zweck zusammenkommt.[12]
- Pliéwo ist eine am Boden aufgestellte Röhrentrommel in Menschengestalt bei den westafrikanischen Senufo. Die einseitig mit Fell bespannte Trommel wird aus einem Stammabschnitt herausgeschnitzt und besteht aus einem bauchigen Korpus, der mit formalisierten Menschen- und Tierfiguren im Hochrelief verziert ist, und aus einem Standfuß. Dieser zeigt im Fall eines 1930 erworbenen Exemplars eine auf einem Schemel hockende Frauenfigur, die mit ihrem Kopf und beiden erhobenen Händen den Korpus stützt. Die Trommel wurde vermutlich bei Bestattungszeremonien im Bund der Altersklasse sandogo verwendet, zu dem ausschließlich Frauen gehören (eine Paralleleinrichtung zum Männerbund poro).[13]
- Die große taiko wird außer bei Zeremonien in buddhistischen Tempeln in Japan bei internationalen Auftritten auch konzertant eingesetzt. Im Mittelalter war sie eine Kriegstrommel der Samurai.
- Die yak bera (singhalesisch „Dämonen-Trommel“) oder magul bera („Zeremonial-Trommel“) ist eine zweifellige lange Zylindertrommel, die von Singhalesen in Sri Lanka für buddhistische Rituale, private Besessenheitszeremonien und das rituelle Maskentheater kolam verwendet wird.
- Die rapa’i Pasè ist eine konische Röhrentrommel in Aceh an der Nordspitze der indonesischen Insel Sumatra mit einem dickwandigen schweren Holzkorpus für offizielle zeremonielle Anlässe.[14]

Kesseltrommeln
- Kultrún ist eine kleine flache Kesseltrommel, die Mapuche an der Südwestküste Südamerikas für schamanische Praktiken einsetzen. Sie ist eines der wenigen aus der Zeit vor der spanischen Eroberung im 16. Jahrhundert erhaltenen Musikinstrumente.[15]
- Lilissu hieß eine üblicherweise aus Bronze gefertigte heilige Kesseltrommel in Mesopotamien, die vom Anfang des 2. Jahrtausends v. Chr. bis um 300 v. Chr. von Priestern im Opferkult geschlagen wurde.
- Die nagra der Garo im Nordosten Indiens hat einen großen halbrunden Korpus aus gebranntem Ton. Sie darf nur vom Dorfoberhaupt zur zeremoniellen Signalgebung geschlagen und nur in seinem Haus aufbewahrt werden.
- Die negarit, eine große Kesseltrommel aus Holz oder Metall war die Kriegs- und Zeremonialtrommel der äthiopischen Kaiser, die bei Proklamationen geschlagen wurde und auf dem Rücken eines Pferdes montiert dem Kaiser bei Reisen vorausging. Sie ist mit der orientalischen naqqara namensverwandt, spielte jedoch nicht mit Metalltrompeten und Kegeloboen zusammen.[16]
- Die tasa, auch tassa, ist eine kleine flache Kesseltrommel, früher aus Ton, heute überwiegend aus Metall, die unter anderem in Indien und in der Karibik bei muslimischen Muharram-Zeremonien und bei hinduistischen Jahresfesten verwendet wird.

Rahmentrommeln

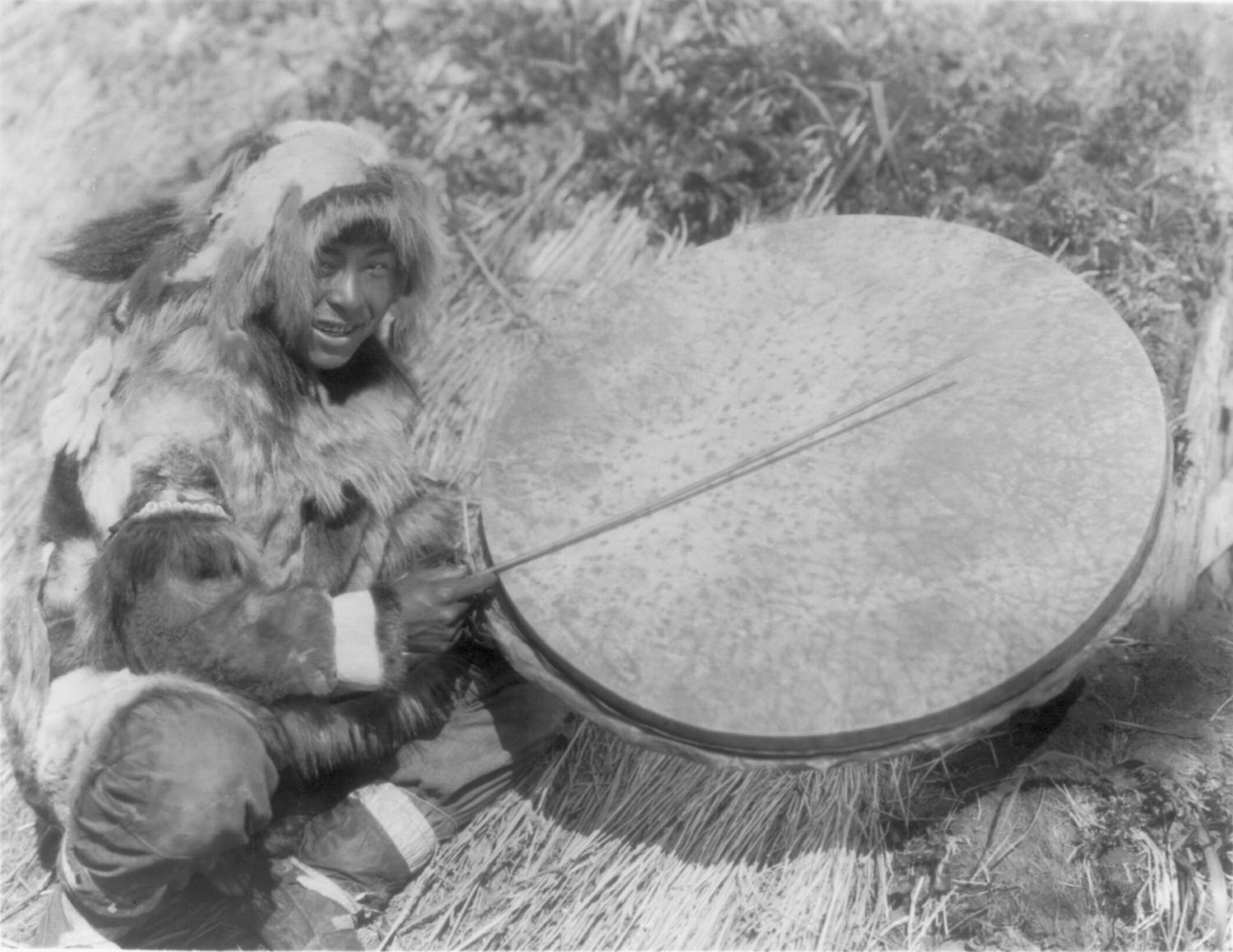
Große Trommel (qilaat) der Eskimos auf der Insel Nunivak im Beringmeer, 1927

- Qilaat oder qila ist eine große Rahmentrommel mit einem kurzen Handgriff in Grönland und in der Inuit-Kultur Kanadas, die früher als Schamanentrommel verwendet wurde und die bis heute Unterhaltungslieder begleitet und auf Festen gespielt wird.
- Tof ist das mehrfach im Alten Testament vorkommende Wort für Handtrommeln, die in der Antike bei religiösen Zeremonien und säkularen Anlässen häufig von Frauen geschlagen wurden. Rahmentrommeln gehörten auch zu den Zeremonien des griechischen Dionysoskults, des Kybelekults, des Mysterienkults der ägyptischen Göttin Isis und der syrischen Dea Syria.[17]

Schlitztrommeln
- Garamut ist eine große Zeremonialtrommel in Form einer hölzernen Schlitztrommel, die in der rituellen Musik Neuguineas, zur Begleitung von Liedern und Tänzen bei Dorffesten (pidgin sing-sing) sowie als Nachrichtentrommel eingesetzt wird. Eine garamut gilt als sakrales Instrument, ihre Herstellung an einem abgelegenen Ort erfolgt nach traditionellen Regeln.[18]
- Okha ist eine große Schlitztrommel der Edo im Südwesten Nigerias, die bei Zeremonien verwendet wird. Ihr Gegenstück ist die etwas kleinere, zur Unterhaltung geschlagene ogidigbo.[19]